# 陶爾德 (萬曆進士)
陶爾德（1582年—1643年），號太初，陝西西安府咸寧縣人，軍籍，明朝政治人物。

## 生平
萬曆三十七年（1609年）己酉科陝西鄉試第十二名舉人，四十一年（1613年）中式癸丑科會試第二百四十三名，三甲第五十八名進士。都察院觀政，授長治縣知縣，四十四年（1616年）調陽曲縣知縣，四十六年（1618年）任山西鄉試同考官，天啟二年（1622年）升工部營繕司主事，九月管節慎庫，三年（1623年）升工部虞衡司員外郎，四年（1624年）丁憂。服闋，崇禎元年（1628年）起為兵部職方司員外郎，同年升郎中，二年（1629年）出為山西布政使司右參議，四年（1631年）考察，六年（1633年）謫四川按察司僉事，同年升四川布政使司右參議、兵備川北，八年（1635年）致仕歸里。十六年（1643年）十月李自成進攻西安府，陶爾德守東城，城陷被殺。

## 家族
曾祖陶懷；祖父陶微；父陶敏。